# Huta Koje
Huta Koje is een bestuurslaag in het regentschap Padang Sidempuan van de provincie Noord-Sumatra, Indonesië. Huta Koje telt 836 inwoners (volkstelling 2010).